# Jack McBain
Jack McBain (* 6. ledna 2000) je profesionální kanadský hokejový útočník, který aktuálně působí v klubu Utah Hockey Club v severoamerické lize NHL. Na MS 2023 vybojoval s kanadskou reprezentací zlaté medaile a titul mistrů světa. Jeho otcem je Andrew McBain, bývalý hokejista působící řadu let v NHL a stříbrný medailista z MS 1989.

## Hráčská kariéra
V roce 2018 byl draftován ve 3. kole z celkové 63. pozice klubem Minnesota Wild. Nepodepsal však s klubem žádnou smlouvu a následující čtyři sezóny strávil v týmu Boston College ve vysokoškolské konferenci Hockey East. 20. března 2022 byl vyměněn z Minnesoty do Arizony. Vzápětí s klubem podepsal vstupní dvouletou smlouvu. Svůj debut v NHL prožil 12. dubna 2022 v utkání proti New Jersey Devils.

## Statistiky

### Klubové statistiky
| Sezóna      | Klub                  | Soutěž      |     | Základní část | Základní část | Základní část | Základní část | Základní část |   | Play off | Play off | Play off | Play off | Play off |
| Sezóna      | Klub                  | Soutěž      | Z   | G             | A             | B             | TM            | Z             | G | A        | B        | TM       |          |          |
| 2016–17     | Toronto Jr. Canadiens | OJHL        | 42  | 12            | 29            | 41            | 36            | 11            | 4 | 8        | 12       | 22       |          |          |
| 2017–18     | Toronto Jr. Canadiens | OJHL        | 48  | 21            | 37            | 58            | 74            | 4             | 6 | 3        | 9        | 15       |          |          |
| 2018–19     | Boston College        | HE          | 35  | 6             | 7             | 13            | 39            | —             | — | —        | —        | —        |          |          |
| 2019–20     | Boston College        | HE          | 34  | 6             | 15            | 21            | 39            | —             | — | —        | —        | —        |          |          |
| 2020–21     | Boston College        | HE          | 24  | 6             | 13            | 19            | 12            | —             | — | —        | —        | —        |          |          |
| 2021–22     | Boston College        | HE          | 24  | 19            | 14            | 33            | 14            | —             | — | —        | —        | —        |          |          |
| 2021–22     | Arizona Coyotes       | NHL         | 10  | 2             | 1             | 3             | 6             | —             | — | —        | —        | —        |          |          |
| 2022–23     | Arizona Coyotes       | NHL         | 82  | 12            | 14            | 26            | 64            | —             | — | —        | —        | —        |          |          |
| 2023–24     | Arizona Coyotes       | NHL         | 67  | 8             | 18            | 26            | 50            | —             | — | —        | —        | —        |          |          |
| 2024–25     | Utah Hockey Club      | NHL         | 82  | 13            | 14            | 27            | 78            | —             | — | —        | —        | —        |          |          |
| NHL celkově | NHL celkově           | NHL celkově | 241 | 35            | 47            | 82            | 198           | —             | — | —        | —        | —        |          |          |

### Reprezentační statistiky
| Rok                            | Tým                            | Soutěž                         | Z  | G | A | B | TM |
| ------------------------------ | ------------------------------ | ------------------------------ | -- | - | - | - | -- |
| 2018                           | Kanada 18                      | HGC                            | 5  | 3 | 2 | 5 | 8  |
| 2018                           | Kanada 18                      | MS-U18                         | 5  | 1 | 2 | 3 | 2  |
| 2022                           | Kanada                         | ZOH                            | 5  | 1 | 1 | 2 | 2  |
| 2023                           | Kanada                         | MS                             | 10 | 2 | 2 | 4 | 6  |
| 2024                           | Kanada                         | MS                             | 10 | 0 | 2 | 2 | 6  |
| Juniorská reprezentace celkově | Juniorská reprezentace celkově | Juniorská reprezentace celkově | 10 | 4 | 4 | 8 | 10 |
| Seniorská reprezentace celkově | Seniorská reprezentace celkově | Seniorská reprezentace celkově | 25 | 3 | 5 | 8 | 14 |